# Phyllopentas austroörientalis
Phyllopentas austroörientalis là một loài thực vật có hoa trong họ Thiến thảo. Loài này được (Homolle & Verdc.) Kårehed & B.Bremer mô tả khoa học đầu tiên năm 2007.